# أبجدية إنغوشية
الأبجدية الإنغوشية (ГIалгIай алапат) تكتب بها اللغة الإنغوشية التي كانت تستعمل العربية ثم اللاتينية فالكيريلية.

## الحرف العربي الإنغوشي
كانت الإنغوشية تكتب بالحروف العربية على طريقين، الشوري وهو نسبة إلى تمير خان شورا (Шура بالأوارية) وهو تام التشكيل والمصري وهو بلا تشكيل.

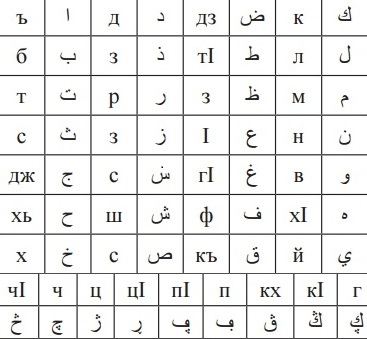
الحروف العربية الإنغوشية